# Нун (буква еврейского алфавита)
Нун (ивр. נוּן‎) — четырнадцатая буква еврейского алфавита. Соответствует нун, четырнадцатой букве консонантного письма.
Имеет числовое значение (гематрию) 50. В иврите и идише она обозначает звук [n].
Соответствует арабской букве нун.

## Происхождение буквы
Изображение буквы восходит через древнеханаанейское письмо и финикийский алфавит к пиктограмме в форме «змея» либо «рыба», возможно, восходит к египетскому иероглифу «кобра». Первая семитская надпись (каменная надпись в западном Синае) с этой буквой датируется приблизительно 1750 годом до н. э. В финикийский алфавит попала приблизительно в 1000 году до н. э.

## Варианты написания
| Варианты написания | Варианты написания | Варианты написания | Варианты написания | Варианты написания | Варианты написания |
| Положение в слове  | Шрифт              | Шрифт              | Шрифт              | Рукописная         | Шрифт Раши         |
| Положение в слове  | Serif              | Sans-serif         | Monospace          | Рукописная         | Шрифт Раши         |
| ------------------ | ------------------ | ------------------ | ------------------ | ------------------ | ------------------ |
| Не конечная        | נ                  | נ                  | נ                  |                    |                    |
| Конечная           | ן                  | ן                  | ן                  |                    |                    |

Одна из пяти букв с конечной формой — в конце слова выглядит как ן.
Буква נ в азбуке Морзе обозначается кодом − · (тире точка). Шрифтом Брайля записывается как ⠝ ().
Код буквы נ в Юникоде — 05E0, в ASCII — F0; нун софит (конечная форма) имеет коды соответственно 05DF и EF.